# Emilio Sola
Emilio Sola Castaño (Cangas de Onís, Asturias, 1 de diciembre de 1945) es un historiador, poeta y escritor español. Ha utilizado también seudónimos como Alí Calabrés o Alí Navarro.

## Biografía
Se formó en las universidades de Barcelona, Pamplona y Valladolid. Se doctoró en la Universidad Complutense de Madrid con una tesis sobre las relaciones entre España y Japón entre 1580 y 1614. Fue profesor en la misma y en la Universidad Autónoma de Madrid hasta 1976, cuando se traslada a Argelia como profesor en la Universidad de Orán. En 1984 vuelve a España y trabaja como profesor de Historia Moderna en la Universidad de Alcalá. Publicaciones suyas son Cervantes y la Berbería. Cervantes, mundo turco-berberisco y servicios secretos en la época de Felipe II (1995), Historia de un desencuentro. España y Japón, 1580-1614 (1999) Los que van y vienen. Información y fronteras en el Mediterráneo clásico del siglo XVI (2005).
Como novelista ha publicado algunas obras, como Los hijos del agobio que recibió el Premio Café Gijón en 1984.

## Obra

### Historia
- Libro de las maravillas del Oriente lejano.
- Un Mediterráneo de piratas: corsarios, renegados y cautivos, [Madrid, Editorial Tecnos, 1988, 308 pp.]
- Argelia, entre el desierto y el mar.
- Los Reyes Católicos. Los reyes que sufragaron la mayor quimera de la Historia. ed. Anaya. 1988.
- La España de los Austrias. La hegemonía mundial. ed. Anaya. 1988.
- Cervantes y la Berbería; Cervantes, mundo turco-berberisco y servicios en la época de Felipe II, ed. Fondo de Cultura Económica de España, 1995.
- (Con Miguel Ángel de Bunes Ibarra)La vida, y historia de Hayradin, llamado Barbarroja, Gavazat-I Ha Yreddin (La crónica del guerrero de la fe Hayreddin Barabarroja), ed. Universidad de Granada, [año ¿...?].
- Historia de un desencuentro, España y Japón. 1580-1614, ed. Fugaz, 1999 (sobre su tesis de 1977).
- Corsarios o reyes. De la saga de los Barbarroja a Miguel de Cervantes.
- (Con Germán Vázquez Chamorro y Pedro García Martín) Renegados, viajeros y transfugas. Comportamientos heterodoxos y de frontera en el siglo XVI, ed. Fugaz, 2000.
- Los que van y vienen. Información y fronteras en el Mediterráneo clásico del siglo XVI. 2005.
- Uchali: el calabrés tiñoso o el mito del corsario muladí en la frontera, ed. Bellaterra, 2011.

### Poesía
- La Isla, ed. RIALP, 1974. Premio accésit Adonais.
- Más al sur de este sur del mar, ed. Colectivo, 1979.
- Poema del renegado, ed. Archivo de la Frontera. 2014.
- La conjura de Campanella, edición en libro electrónico.

### Narrativa
- Los hijos del agobio, Premio Café Gijón, 1984.
- Arcadio y los pastores (novela africana y pastoril). 1986.
- El Paraíso de las Islas, ed. Fugaz, 1993.
- La novela secreta, 1996.
- La Vaquería de la calle Libertad, ed. Archivo de la Frontera, 1996, reeditado y revisado en 2006 (ed. Archivo de la Frontera). Autobiografía de la Transición.

### Ensayo u otros
- Nadadores, un ensayo de no novela histórica, ed. Archivo de la Frontera, 2007(por Internet).
- La estación sin nombre, ed. Universidad de Alcalá de Henares, 2003.
- La canina esmeralda, ed. Archivo de la Frontera, 2007.
- Cervantes libertario. Cervantes antisistema, o por qué los anarquistas aman a Cervantes, Fundación Anselmo Lorenzo, 2016.